# Pterygodium cruciferum
Pterygodium cruciferum är en orkidéart som beskrevs av Otto Wilhelm Sonder. Pterygodium cruciferum ingår i släktet Pterygodium och familjen orkidéer. Inga underarter finns listade i Catalogue of Life.